# Палац Собанських (Ободівка)
Палац Собанських або Ободівський палац — палац, розташований в Ободівці Гайсинського району. Перебуває в аварійному стані, руйнується.

## Відомості
Колишнє містечко Ободівка знаходиться при впадінні річки Дохни в річку Берладинку, які утворюють там великий став. В 16 ст. називалося Бадівка і належало Ободенському. Пізніше містечко належало Коротким, князям Вишневецьким, Любомирським, магнатам Потоцьким. Станіслав Потоцький в 1786 році продав Ободівку з 20 іншими поселеннями Каєтану Собанському. Останнім дідичем Ободівки був граф Міхал Марія Собанський (пом. 1934).
Ободівка поділялася на три частини: Піски, Лози, Кучугури (тут знаходився палац Собанських).
Перед Собанськими в Ободівці існував мурований замок. Першим резиденцію в Ободівці заклав Міхал Собанський, який наказав вмурувати мармурову стелу з позолоченим написом: 1800 цей дім збудував Міхал Собанський. Дружина Міхала — Вікторія з Орловських — добудувала двоповерхову вежу.
В 1900—1908 Міхал Марія Собанський розширив і перебудував палац. Перебудовою займався французький архітектор Маєр. В палаці був червоний, жовтий, емпіровий салон. В Емпіровому залі були цінні картини родини Собанських. В палаці знаходився родинний архів з 16 ст. та бібліотека з 12 000 томів. Були в ній і книги з 16 ст. В палаці знаходилася також каплиця. Частину книг з бібліотеки було вивезено після Української революції до Києва та Вінниці. В Києві знаходилися також родинні портрети та картини.
Парк був закладений разом з палацом відомим Діонісієм Міклером. Парк займав площу у 18 гектарів котрий поділявся на три частини. Перед палацом знаходився великий газон з клумбами та фонтаном. Газон йшов до берегу річки Бернадинки. Нижче зі сходу стояв вибудуваний Міхалом Собанським в 1822 р. костел. У підвалах містилися гроби всієї родини Собанських. Біля костелу знаходилася в'їзна брама. Весь маєток оточував мур. В маєтку знаходилася також оранжерея. Біля ставу знаходилася пристань і біля неї ще одна в'їзна брама. Біля палацу знаходилися столи з кам'яними оздобленими лавами.
Після більшовицької окупації у палаці розмістили Бессарабську комуну. Згодом до 1941 року на місці палацу був Колгосп ім. Котовського, а після звільнення села від нацистських загарбників у ньому розташувалися райвиконком, райком КП (б)У та інші районні установи. У 1959 році палац і парк передали новоствореній Ободівській школі-інтернат.